# میچل وایزر
میچل-الیا وایزر (آلمانی: Mitchell-Elijah Weiser؛ زادهٔ ۲۱ آوریل ۱۹۹۴) بازیکن فوتبال اهل آلمان است.
از باشگاه‌هایی که در آن بازی کرده‌است می‌توان به کلن، بایرن مونیخ، کایزرسلاوترن و هرتابرلین اشاره کرد.